# Justin Lindine
Justin Lindine (* 11. Januar 1984) ist ein US-amerikanischer Radrennfahrer.
Lindine ist hauptsächlich in der Radsportdisziplin Cyclocross aktiv. Im Jahr 2008 gewann er eine Etappe der Tour of Ohio, im September 2010 siegte er bei zwei Rennen des professionellen Crosskalenders in Lincoln und Rochester. Zu Beginn der Saison 2011 gelangen ihm an aufeinanderfolgenden Tagen Siege bei den Crossrennen in Providence.

## Erfolge
2010/2011
- The Nor Easter Cyclocross at Loon Mountain, Lincoln
- Ellison Park Cyclocross, Rochester

2011/2012
- NEPCX - Providence Cyclocross 1, Providence
- NEPCX - Providence Cyclocross 2, Providence
- Granogue Cross 1, Wilmington
- Granogue Cross 2, Wilmington
- Downeast Cyclocross, New Gloucester

2012/2013
- Downeast Cyclocross - NECX - Day 1, New Gloucester

2013/2014
- NEPCX - NBX Grand Prix of Cross - Day 1, Warwick

## Teams
- 2009 BikeReg.com/Cannondale
- 2010 BikeReg.com/Joe’s Garage/Scott
- 2011 BikeReg.com/Joe’s Garage/Scott
- 2012 BikeReg.com/Joe’s Garage
- 2013 Redline-NBX